# Punta Galindo
La Punta Galindo (10°30′09″N 67°42′06″O / 10.5025, -67.7018) es un prominente cabo y sitio de referencia turístico del Norte del estado Aragua, en la costa del Mar Caribe a 7.5 km al este de Ocumare de la Costa, Venezuela. Junto con el punta Juan Andrés, forma la extensión más norteña del municipio Ocumare de la Costa de Oro, proyectándose del Cerro Jaibita entre la Punta San Andrés al Oeste y Punta La Caleta al hacia el Este. Se eleva 25 m s. n. m. antes de entrar al mar Caribe. En el extremo Oeste de la formación rocosa se ubica la popular Playa Juan Andrés, al que se llega desde la Bahía de Cata por lancha.

## Historia
Punta Galindo recibe su nombre del Conde Francisco Galindo y Tovar, un gran hacendado de las plantaciones de Ocumare del siglo XVIII, región conocida en la era colona como San Sebastián de Ocumare, específicamente en el sitio denominado Cedeño.
La punta ha sido un lugar reconocido en la navegación marítima del litoral en la región, entre Cuyagua y Juan Andrés y, más al oeste con Cata y Ocumare. Actualmente, el cabo Galindo sigue siendo el punto de referencia para ubicar la playa de Cuyagua cuando se viaja por bote desde Cata u Ocumare.

## Ubicación
Punta Galindo se encuentra en el extremo terrestre más norteño del municipio Ocumare de la Costa de Oro, sector cartográfico 11 del municipio, en un punto intermedio entre Punta Juan Andrés y la bahía de Cuyagua. Desde el Oeste está rodeado de varios picos y cerros: cerro Traviesa, Cerro Colorado, Cerro La Glorieta, Cerro Jujure, Cerro Bramado, Cerro Deleite y el Cerro Perú. Desde Punta Galindo se alcanza acceso al Río Cata, Río Chiquito, la Quebrada Don Pancho, Quebrada San Juan, Quebrada Lucia, Quebrada La Rinconada y la Quebrada Las Trojas. Punta Galindo no posee vías de acceso directos ni cortafuegos. Se puede llegar escalando el Cerro Jaibita desde la carretera a Cuyagua.

## Flora
El cabo de la Punta Galindo es prolongación Norte del Cerro Jaibita, el cual es parte de la densa vegetación costeña del parque nacional Henri Pittier. Aun cuando Punta Galindo termina en fuertes acantilados rocosos, posee en sus 25 metros de colinas vegetación de los bosques semidesidus, bosques desiduos y cardonales.
La frecuencia de incendios en la Punta Galindo es moderada, aproximadamente cada dos años. Ello requiere el establecimiento de acciones de vigilancia, prevención y recuperación, sin embargo, la falta de control en las zonas de extrema susceptibilidad en el cerro Jaibita y sus alrededores, unos aproximados 180 hectáreas, ocasiona daños severos de difícil recuperación ambiental. Otras 3750 hectáreas en la región más boscosa tiene una ocurrencia de incendio casi nula zonas de las cuales depende la sustentabilidad de la hidrología, fauna y bosque del parque nacional Henri Pittier.